# バートン郡 (ミズーリ州)

バートン郡の位置

バートン郡(Barton County)は、アメリカ合衆国ミズーリ州にある郡である。2000年現在の国勢調査では人口12,541人で、郡庁所在地はラマー (Lamar)である。
郡は1855年に組織され、ミズーリ州選出のアメリカ合衆国上院議員デイビッド・バートン(en:David Barton (Missouri politician)) に因んで名付けられた。

## 地理
アメリカ合衆国統計局によると、この郡は総面積1,546 km2 (597 mi2) である。このうち1,539 km2 (594 mi2) が陸地で、6 km2 (2 mi2) が水地域である。総面積の0.48%が水地域となっている。

### 隣接郡
- ヴァーノン郡（北）
- シーダー郡（北東）
- デイド郡（東）
- ジャスパー郡（南）
- クロウフォード郡 (カンザス州)（西）

### 主な幹線道路
- 国道71号線
- 国道160号線
- ミズーリ州道43号線
- ミズーリ州道126号線

## 人口動静

バートン郡の人口ピラミッド

2000年現在の国勢調査で、この郡は人口12,541人、4,895世帯、及び3,441家族が暮らしている。人口密度は8/km2 (21/mi2) である。4/km2 (9/mi2) の平均的な密度に5,409軒の住居が建っている。この郡の人種的構成は白人96.93%、アフリカン・アメリカン0.29%、先住民0.83%、アジア系0.28%、太平洋諸島系0.10%、その他の人種0.14%、及び混血1.44%である。人口の0.95%がヒスパニックまたはラテン系である。
4,895世帯のうち、34.00%が18歳未満の子供と一緒に生活しており、58.10%は夫婦で生活している。8.50%は未婚の女性が世帯主であり、29.70%は家族以外の住人と同居している。26.40%は独身の居住者が住んでおり、13.30%は65歳以上で独居である。1世帯の平均人数は2.53人であり、家庭の場合は3.04人である。
この郡内の住民は27.50%が18歳未満の未成年、18歳以上24歳以下が8.30%、25歳以上44歳以下が26.10%、45歳以上64歳以下が21.70%、及び65歳以上が16.50%にわたっている。中央値年齢は37歳である。女性100人ごとに対して男性は96.00人いて、18歳以上の女性100人ごとに対して男性は92.40人いる。
この郡の世帯ごとの平均的な収入は29,275米ドルであり、家族ごとの平均的な収入は35,638米ドルである。男性は25,254米ドルに対して女性は19,663米ドルの平均的な収入がある。この郡の一人当たりの収入 (per capita income) は13,987米ドルである。人口の13.00%及び家族の11.00%は貧困線以下である。全人口のうち18歳未満の13.90%及び65歳以上の16.80%は貧困線以下の生活を送っている。

## 都市及び町
都市
- ゴールデンシティー（en:Golden City, Missouri、884人）
- ラマー（en:Lamar, Missouri、4,425人）
- リベラル（en:Liberal, Missouri、779人）
- ミンデンマインズ（en:Mindenmines, Missouri、409人）

村
- バージェス（en:Burgess, Missouri、70人）
- ラマーハイツ（en:Lamar Heights, Missouri、216人）
- ミルフォード（en:Milford, Missouri、52人）

町（未編入領域）
- ボストン（en:Boston, Missouri）
- アイアンタ（en:Iantha, Missouri）
- アーウィン（en:Irwin, Missouri）
- キーノマ（en:Kenoma, Missouri）
- ナッシュビル（en:Nashville, Missouri）

## 郡区
バートン郡は15の郡区に分かれている。
- バートンシティー（Barton City）
- セントラル（Central）
- シティー（City）
- ドイルスポート（Doylesport）
- ゴールデンシティー（Golden City）
- ラマー（Lamar）
- リロイ（Leroy）
- ミルフォード（Milford）
- ナッシュビル（Nashville）
- ニューポート（Newport）
- ノースフォーク（Northfork）
- オザーク（Ozark）
- リッチランド（Richland）
- サウスウエスト（South West）
- ユニオン（Union）